# 직접강제
직접강제(直接強制)란 강제이행의 일종이며 강제집행을 담당하는 국가기관이 물건이나 금전 등을 채무자로부터 받아내서 채권자의 만족을 실현하는 방법을 말한다.
압류한 물건은 환가(換價)하여 금전으로 주는 경우도 있으며 그대로 주는 경우도 있다. 민법 389조에서 말하는 강제이행은 이 방법을 가리킨다. 직접강제는 주는 채무, 즉 물건이나 금전의 급부를 내용으로 하는 경우에 쓰이고 하는 채무, 예컨대 일정한 행위를 하지 아니한다고 약속한 것과 같은 경우에는 채무의 성질상 사용할 수가 없다(389조 1항 단서). 반면 주는 채무의 경우는 가장 효과적인 방법인 동시에 채무자의 의사·인격에 대한 강제도(強制度)도 얕으므로 반드시 이 방법에 의하여야 한다고 되어 있다. 직접강제의 방법은 민사소송법에 규정되고 있으며 특히 금전채권의 규정은 상세하다(민사소송법 525조 이하). 보관됨 2013-01-11 - archive.today

## 유사제도와 구별

### 대집행과의 구별
직접강제는 의무자의 신체나 재산에 실력을 가하여 직접 의무이행상태를 실현한다는 점에서 대체적 작위의무의 이행강제수단인 대집행과 구별된다.

### 행정상 즉시강제와의 구별
직접강제는 의무의 불이행을 전제로 하는 점에서 그것을 전제로 하지 않는 행정상 즉시강제와 구별된다.